# Station Gaillac
Station Gaillac is een spoorwegstation in de Franse gemeente Gaillac.